# Achelia gracilis
Achelia gracilis là một loài nhện biển trong họ Ammotheidae. Loài này thuộc chi Achelia. Achelia gracilis được miêu tả khoa học năm 1900 bởi Verrill.